# Крекінг-установки у Тернезені
Крекінг-установки у Тернезені — складові частини виробничого майданчика нафтохімічного спрямування у нідерландському місті Тернезен.
Первісно необхідний для тернезенського нафтохімічного майданчика етилен подавався із Антверпена (з 1965-го) та Роттердама (з 1967-го) через південну та північну гілки олефінопроводу компанії Dow Chemical. Утім, вже у 1969 році в Тернезені стала до ладу власна установка парового крекінгу (піролізу), здатна продукувати 400 тисяч тонн етилену на рік. За три роки вона була доповнена ще одним виробництвом такої ж потужності. Усе це дозволило не лише задовольнити власні потреби, а й почати поставки олефінів реверсованим продуктопроводом.
Станом на кінець 1990-х років в Тернезені діяли лінії з виробництва поліетилену високої щільності (310 тис. т), низької щільності (265 тис. т) та лінійного поліетилену низької щільності (230 тис. т). Крім того, тут працювали дві установки стирену потужність 550 та 450 тис. т, а також виробництво оксиду етилену з показником 150 тис. т. Наявної на той час потужності існуючих установок — 1,1 млн тонн етилену — було недостатньо, що змусило знову закуповувати сировину в Антверпені. Утім, у 2002 році стала до ладу третя установка, котра збільшила можливості майданчика до 1,7 млн тонн (найбільший показник у Європі) та дозволила відновити експорт. Крім того, невдовзі ввели в дію нову лінію лінійного поліетилену низької щільності, довівши випуск цього полімеру до 610 тис. т.
Станом на середину 2010-х років у Тернезені могли продукувати 1,8 млн тонн етилену, при цьому третя установка споживала виключно газовий бензин (naphtha), а перші дві також певну частину (15 %) етану. Така доволі важка (як для нафтохімії) сировина дозволяє одночасно продукувати велику кількість інших ненасичених вуглеводнів — пропілену (920 тисяч тонн станом на кінець 2010-х) та бутадієну (180 тис. т). Пропілен частково використовують тут же для виробництва кумену (700 тис. т на рік), а також постачають іншим споживачам через північну гілку олефінопроводу.